# Puchar Niemiec w piłce nożnej (1942)
Puchar Niemiec w piłce nożnej mężczyzn 1942 lub Puchar Tschammera 1942 – 8. edycja rozgrywek mających na celu wyłonienie zdobywcy Pucharu Niemiec. Tym razem trofeum wywalczył TSV 1860 Monachium. Finał został rozegrany na Stadionie Olimpijskim w Berlinie.

## Plan rozgrywek
Rozgrywki szczebla centralnego składały się z 6 części:
- Pierwsza runda: 19 lipca 1942
- Druga runda: 2-16 sierpnia 1942
- Trzecia runda: 30 sierpnia-13 września 1942
- Ćwierćfinał: 27 września 1942
- Półfinał: 25 października 1942
- Finał: 15 listopada 1942 roku na Stadionie Olimpijskim w Berlinie

## Pierwsza runda
Mecze rozegrano 19 lipca 1942 roku.
| Drużyna 1                    | Wynik      | Drużyna 2             |
| ---------------------------- | ---------- | --------------------- |
| Arminia Bielefeld            | 4:0        | LSV Gütersloh         |
| VfB Stuttgart                | 6:1        | TSG 1861 Ludwigshafen |
| VfB Königsberg               | 6:0        | MTV Ponarth           |
| SV Neufahrwasser             | 3:2        | LSV Heiligenbeil      |
| HUS Marienwerder             | 1:2        | LSV Stettin           |
| Stettiner SC                 | 1:2        | LSV Pütnitz           |
| Blau-Weiss 90 Berlin         | 3:0        | Lufthansa SG Berlin   |
| Hallescher FV Sportfreunde   | 1:2        | Minerva Berlin        |
| Breslauer SpVg 02            | 12:3       | LSV Görlitz           |
| LSV Boelcke Krakau           | 2:5        | TuS Lipine            |
| LSV Reinecke Brieg           | 3:1        | LSV Olmütz            |
| Germania Königshütte         | 3:5        | LSV Adler Deblin      |
| NSTG Falkenau                | 3:1        | Planitzer SC          |
| Döbelner SC                  | 4:1        | NSTG Prag             |
| SV Dessau 05                 | 2:0        | Eintracht Brunszwik   |
| Werder Brema                 | 5:1        | Victoria Hamburg      |
| Hamburger SV                 | 6:0        | Eimsbütteler TV       |
| Hannover 96                  | 3:3 (dog.) | Fortuna Leipzig       |
| Reichsbahn SG Borussia Fulda | 1:6        | Westende Hamborn      |
| SV Schwarz-Weiß 07 Esch      | 2:5        | FV Stadt Düdelingen   |
| Victoria 11 Köln             | 2:3        | SpVgg 07 Sülz         |
| Hamborn 07                   | 0:2        | FC Schalke 04         |
| FC Hanau 93                  | 2:1        | FC Schweinfurt 05     |
| Waldhof Mannheim             | 3:1        | VfR Mannheim          |
| FC Kaiserslautern            | 2:3        | Kickers Offenbach     |
| Borussia Neunkirchen         | 4:5        | SG SS Straßburg       |
| Rot-Weiss Essen              | 2:5        | VfL 99 Köln           |
| FC Mülhausen 93              | 2:1        | RC Strasbourg         |
| SG Böblingen                 | 2:3        | Stuttgarter Kickers   |
| Eintracht Frankfurt          | 4:1        | SpVgg Fürth           |
| TSV 1860 Monachium           | 5:3        | Rapid Wiedeń          |
| Wiener AC                    | 1:2        | Vienna Wiedeń         |

### Mecze powtórzone
| Drużyna 1       | Wynik | Drużyna 2   |
| --------------- | ----- | ----------- |
| Fortuna Leipzig | 4:2   | Hannover 96 |

## Druga runda
Mecze rozegrano od 2 do 16 sierpnia 1942 roku.
| Drużyna 1           | Wynik      | Drużyna 2            |
| ------------------- | ---------- | -------------------- |
| Westende Hamborn    | 1:0        | Arminia Bielefeld    |
| FC Mülhausen 93     | 0:2        | VfB Stuttgart        |
| SV Dessau 05        | 5:3        | Döbelner SC          |
| LSV Stettin         | 4:1        | VfB Königsberg       |
| LSV Pütnitz         | 3:2        | SV Neufahrwasser     |
| TuS Lipine          | 4:0        | Breslauer SpVg 02    |
| LSV Adler Deblin    | 7:1        | LSV Reinecke Brieg   |
| FC Schalke 04       | 6:0        | Eintracht Frankfurt  |
| VfL 99 Köln         | 1:2        | Werder Brema         |
| Kickers Offenbach   | 3:1        | FC Hanau 93          |
| SG SS Strassburg    | 5:4 (dog.) | Waldhof Mannheim     |
| Stuttgarter Kickers | 1:3        | TSV 1860 Monachium   |
| FV Stadt Düdelingen | 2:0        | SpVgg 07 Sülz        |
| NSTG Falkenau       | 4:0        | Vienna Wiedeń        |
| Fortuna Leipzig     | 0:3        | Blau-Weiss 90 Berlin |
| Minerva Berlin      | 0:2        | Hamburger SV         |

## Trzecia runda
Mecze rozegrano od 30 sierpnia do 13 września 1942 roku.
| Drużyna 1            | Wynik | Drużyna 2           |
| -------------------- | ----- | ------------------- |
| LSV Stettin          | 4:1   | LSV Pütnitz         |
| TuS Lipine           | 4:1   | LSV Adler Deblin    |
| Werder Brema         | 6:1   | Kickers Offenbach   |
| FC Schalke 04        | 4:1   | Westende Hamborn    |
| TSV 1860 Monachium   | 15:1  | SG SS Strassburg    |
| VfB Stuttgart        | 0:2   | FV Stadt Düdelingen |
| Hamburger SV         | 3:4   | SV Dessau 05        |
| Blau-Weiss 90 Berlin | 4:1   | NSTG Falkenau       |

## Ćwierćfinały
Mecze rozgrywano 27 września 1942 roku.
| Drużyna 1           | Wynik | Drużyna 2            |
| ------------------- | ----- | -------------------- |
| SV Dessau 05        | 0:4   | FC Schalke 04        |
| FV Stadt Düdelingen | 0:7   | TSV 1860 Monachium   |
| TuS Lipine          | 4:1   | Blau-Weiss 90 Berlin |
| Werder Brema        | 4:1   | LSV Stettin          |

## Półfinały
Mecze rozegrano 25 października 1942 roku.
| Drużyna 1          | Wynik | Drużyna 2    |
| ------------------ | ----- | ------------ |
| TSV 1860 Monachium | 6:0   | TuS Lipine   |
| FC Schalke 04      | 2:0   | Werder Brema |

## Finał
| 15 listopada 1942 14:00 (CET) | TSV 1860 Monachium · Willimowski 80' · Schmidhuber 88' | 2:00:0Raport | FC Schalke 04 | Stadion Olimpijski, Berlin Widzów: 80 000 Sędzia: Albert Multer (Landau) |
|                               |                                                        |              |               |                                                                          |

| TSV 1860 MONACHIUM: |   |                       |
|                     |   |                       |
| BR                  | 1 | Hans Keis             |
| OB                  |   | Georg Pledl (C)       |
| OB                  |   | Franz Schmeiser       |
| PO                  |   | Josef Rockinger       |
| PO                  |   | Georg Bayerer         |
| PO                  |   | Rolf Kanitz           |
| NA                  |   | Martin Schiller       |
| NA                  |   | Ludwig Janda          |
| NA                  |   | Heinz Krückeberg      |
| NA                  |   | Ernst Willimowski     |
| NA                  |   | Engelbert Schmidhuber |
| Trener:             |   |                       |
| Max Schäfer         |   |                       |

| SCHALKE GELSENKIRCHEN: |   |                       |
|                        |   |                       |
| BR                     | 1 | Heinz Flotho          |
| OB                     |   | Heinz Hinz            |
| OB                     |   | Otto Schweisfurth (C) |
| PO                     |   | Hans Bornemann        |
| PO                     |   | Otto Tibulski         |
| PO                     |   | Walter Berg           |
| NA                     |   | Ernst Kalwitzki       |
| NA                     |   | Fritz Szepan          |
| NA                     |   | Hermann Eppenhoff     |
| NA                     |   | Ernst Kuzorra         |
| NA                     |   | Adolf Urban           |
| Trener:                |   |                       |
| Otto Faist             |   |                       |

| Puchar Niemiec w piłce nożnej 1942 Zwycięzcy |
| -------------------------------------------- |
| TSV 1860 Monachium 1. Tytuł                  |

## Statystyki
Najlepsi strzelcy
| Piłkarz          | Gole | Zespół               |
| ---------------- | ---- | -------------------- |
| Ernst Wilimowski | 10   | TSV 1860 Monachium   |
| Gerhard Graf     | 8    | Blau-Weiss 90 Berlin |
| Ludwig Janda     | 8    | TSV 1860 Monachium   |
| Heinz Krückeberg | 7    | TSV 1860 Monachium   |